# Pica-pau-de-peito-malhado
O Pica-pau-de-peito-malhado (Dendropicos poecilolaemus) ou pica-pau-do-peito-pintado é uma espécie de ave piciforme da família Picidae.

## Distribuição
Esta espécie ocorre na África Central e Oriental, ao longo de uma faixa que se estende desde os Camarões até ao Quénia.